# Сайзеску, Джо
Джо Сайзе́ску (рум. Geo Saizescu; 14 ноября 1932, Опришор, Румыния — 23 сентября 2013, Бухарест, Румыния) — румынский кинорежиссёр, сценарист и актёр.

## Биография
В 1959 году окончил Институт имени Караджале. В 1958 году дебютировал как режиссёр («Два соседа»). Работал в жанре комедии, как правило, музыкальной. Снимался как в своих фильмах, так и картинах коллег.

## Фильмография

### Актёр
- 1961 — Украли бомбу / S-a furat o bombă — гангстер
- 1962 — Твоя вина / Partea ta de vină — тенор (к/м)
- 1971 — Осада / Asediul
- 1972 — Сегодня вечером танцуем в семье / Astă seară dansăm în familie — торговец
- 1974 — Пэкалэ / Păcală — судья
- 1977 — Я, ты и... Овидий / Eu, tu, și... Ovidiu
- 1980 — Тройное сальто / Al treilea salt mortal — посыльный Морзе
- 1981 — Бледный свет скорби / Lumina palidă a durerii
- 1981 —  / Am o idee — Antrenor 3
- 1981 — Торопись потихоньку / Grăbește-te încet
- 1982 — Шантаж / Șantaj — Simion
- 1982 — Бухарестский паспорт / Buletin de București — адвокат
- 1983 —  / Căruța cu mere
- 1983 — Клоуны / Saltimbancii (в советском прокате Этот грустный весёлый цирк)
- 1983 — Секрет Бахуса / Secretul lui Bachus — Ieronim Stîncä
- 1983 — На левом берегу голубого Дуная / Pe malul stîng al Dunării albastre — Теодор 'Бобби' Давидеску
- 1984 —  / Sosesc păsările călătoare
- 1985 —  / Secretul lui Nemesis
- 1985 — Брак с репетицией / Căsătorie cu repetiție — nea Gica de la Primarie
- 1987 — Статисты / Figuranții
- 1990 — Беспорядок / Harababura
- 2009 —  / O secunda de viata — первый сосед

### Режиссёр
- 1958 — Два соседа / Doi vecini (к/м)
- 1963 — В разгаре лета / Un surîs în plina vara
- 1964 — Любовь при 0 градусов / Dragoste la zero grade (с Чезаром Григориу)
- 1965 — У врат земли / La porțile pămîntului
- 1968 — Бал в субботу вечером / Balul de sîmbătă seara
- 1972 — Сегодня вечером танцуем в семье / Astă seară dansăm în familie
- 1974 — Пэкалэ / Păcală
- 1977 — Я, ты и... Овидий / Eu, tu, și... Ovidiu
- 1981 — Торопись потихоньку / Grăbește-te încet
- 1982 — Шантаж / Șantaj
- 1983 — Секрет Бахуса / Secretul lui Bachus
- 1984 —  / Sosesc păsările călătoare
- 1985 —  / Secretul lui Nemesis
- 1990 — Беспорядок / Harababura
- 1994 —  / Călătorie de neuitat (сериал)
- 2006 —  / Păcală se întoarce

### Сценарист
- 1958 — Два соседа / Doi vecini (по Тудору Аргези, к/м)
- 1968 — Бал в субботу вечером / Balul de sîmbătă seara
- 1972 — Сегодня вечером танцуем в семье / Astă seară dansăm în familie (с Йоном Бэйешу[рум.])
- 1974 — Пэкалэ / Păcală (с Димитру Раду Попеску)
- 1977 — Я, ты и... Овидий / Eu, tu, și... Ovidiu (с Александру Струцану и Бено Мейровичем)
- 1982 — Шантаж / Șantaj
- 1990 — Беспорядок / Harababura (с Йоном Бэйешу[рум.])
- 2004 — Уик-энд миллионеров / Milionari de weekend (по своему рассказу)

## Награды
- 1964 — премия на Международном кинофестивале в Барселоне («Любовь при 0 градусов»)
- 1966 — диплом на Международном кинофестивале в Эдинбурге («У врат земли»)
- 2002 — Кавалер ордена «За верную службу»[2]